# Privadesa
La privadesa es defineix com la condició de les informacions que fan referència o pertanyen a una persona física o jurídica per la qual no poden fer-se públiques sense el consentiment de l'afectat. D'altra banda, es considera una situació de privadesa com l'habilitat d'un individu o grup per isolar-se ells mateixos o amagar informació sobre ells, i així, revelar-se selectivament.
Els límits i contingut de què es considera privat difereixen entre cultures i individus, però comparteixen temes comuns bàsics. La privadesa de vegades es relaciona amb anonimat, el desig de romandre inadvertit o no identificat al reialme públic. Quan alguna cosa és privada per a una persona, normalment significa que hi ha alguna cosa en aquesta que es considera inherentment especial o personalment confidencial. Per això, el grau al qual la informació privada és exposada depèn de com el públic rebrà aquesta informació, la qual cosa difereix entre llocs i al llarg del temps. La privadesa pot ser vista com un aspecte de la seguretat que pot incloure els conceptes d'ús adequat i protecció de la informació.
El dret en contra la invasió no aprovada d'intimitat pel govern, corporacions o individus és part dels drets d'intimitat de molts països, i en alguns casos, constitucions. Gairebé tots els països tenen lleis que d'alguna manera limiten la privadesa; un exemple d'això serien lleis respecte als impostos, les quals normalment requereixen el compartiment d'informació sobre ingressos o beneficis personals. En alguns països la intimitat individual pot estar en conflicte amb drets de llibertat d'expressió i algunes lleis poden exigir una revelació pública d'informació que es consideraria privada en altres països i cultures. El respecte als drets del ciutadà es construeix amb informació adequada, clara i exacte sobre l'ús de les seves dades, i la capacitació per controlar-ne el tractament, bé amb el consentiment o oposant-s'hi.
La privadesa pot ser voluntàriament sacrificada, normalment a canvi de beneficis percebuts i molt sovint amb pèrdues i perills específics, encara que això és un punt de vista molt estratègic sobre les relacions humanes. En la societat de la informació les persones disposen d'aplicacions i serveis aparentment gratuïts que permeten la comunicació, emmagatzematge i programari, a canvi el model de negoci de les empreses que presten el servei es basa en l'agregació de dades personals que exploten directament o per terceres parts. Tot i que hi ha cada vegada més eines perquè l'usuari tingui un control de la seva privacitat el nivell de preocupació dels usuaris d'internet per la privacitat és baix, pel fet que el ciutadà normal desconeix força el valor de les seves dades personals, com es recullen i l'ús que se'n fa.

## Privadesa i vigilància
La vigilància suposa cedir poder al vigilant (per exemple l'estat). És a dir, la privadesa és un element del ciutadà com a individu i com a agent polític.
En el cas d'un sistema democràtic quanta menys privadesa es tinga respecte l'estat, més difícilment pot guanyar poder una posició política contrària o dissident i més indefens es troba el ciutadà respecte a l'estat, ja que se l'obliga que el ciutadà explique a l'estat per què no deuria saber determinades coses d'ell en compte de demanar per què l'estat en primer lloc li està demanant coses. La privacitat protegeix els ciutadans de les pressions no desitjades i dels abusos de poder, essent necessària per poder ser individus autònoms i garantir, per tant, el bon funcionament de les democràcies. La privadesa importa perquè dona poder a la ciutadania. Si els governs tenen més dades, a la llarga, hi ha el risc de caure en alguna forma d'autoritarisme.

## La privadesa en l'entorn de l'atenció centrada en la persona
El concepte de privacitat és definit pel DEIEC (Diccionari Essencial de la llengua catalana) com l'àmbit privat de la persona, el qual s’ha de poder protegir de qualsevol intromissió. La protecció de les persones físiques en relació amb el tractament de dades personals és un dret fonamental protegit a l’article 18.4 de la Constitució espanyola, fent-se ressò de ls treballs duts a terme en el Consell d'Europa des de finals de la dècada de 1960. S'ha definit el terme que s'anomena dret a l'autodeterminació informativa, com el control que correspon a cada persona sobre la informació que l'afecta personalment, sigui íntima o no, per preservar la identitat pròpia, la dignitat i la llibertat. Aquest dret implica de forma necessària els poders que permetin al titular definir quins aspectes de la seva vida no siguin públics, assegurant i facultant també que les dades que es fan servir de la persona hagin estat obtingudes de forma lícita, lleial i alhora siguin completes, exactes i actuals.
En les persones grans el dret a la privacitat i a la intimitat, es veu desvirtuat per la necessitat d'ajuda i suport tant a nivell emocional com a través de les activitats de la seva vida diària. És per aquesta raó que és tant important l'atenció centrada en la persona per tal de fomentar el respecte de la seva dignitat, donar suport als seus projectes vitals i la cerca de la qualitat de vida. Per a les persones usuàries de serveis residencials i diürns, l'article 12 de la Llei 12/2007, d'11 d'octubre, de serveis socials regula uns drets específics , com ara la llibertat per ingressar i romandre a l'establiment, rebre i comunicar informació lliurement, a la intimitat i privacitat en les accions de la vida quotidiana.
Per a preservar la privacitat cal conèixer el projecte de vida i per això s'utilitzen les eines del DCM, Reminiscència i les tècniques d'intervenció com la Validació. Tot ens porta a preservar un dret inalienable de la persona que la converteix en única.

## Tècniques per millorar la privadesa
Hi ha múltiples angles de privadesa i diverses tècniques per millorar-les en diferents graus. Quan les accions es fan a nivell organitzatiu, es pot anomenar ciberseguretat.

### Encriptació
Les persones poden xifrar els correus electrònics mitjançant l'habilitació de dos protocols de xifratge, S/MIME, que està integrat en empreses com Apple o Outlook de Microsfoft i, per tant, el més habitual, o PGP. L'aplicació de missatgeria gratuïta, de codi obert Signal, amb xifrat d’extrem a extrem en totes les converses, funcionalitat d'enviament de cares desenfocades per incrementar la privacitat,destaca per estar disponible en molts dispositius mòbils i implementar una forma de Forward secrecy.

### Anonimat
Servidors anomims o xarxes anònimes com I2P i Tor es poden utilitzar per evitar que els proveïdors de serveis d'Internet (ISP) sàpiguen quins llocs es visita i amb qui es comunica, amagant adreces IP i ubicació, però no necessàriament protegeix un usuari de la mineria de dades de tercers. Els servidors intermediaris anònims s'incorporen al dispositiu d'un usuari, en comparació amb una Xarxa privada virtual (en anglès VPN per Virtual Private Network), on els usuaris han de descarregar programari. L'ús d'una VPN amaga totes les dades i connexions que s'intercanvien entre els servidors i l'ordinador d'un usuari, de manera que les dades en línia de l'usuari no es comparteixen i són segures, proporcionant una barrera entre l'usuari i el seu ISP, i és especialment important utilitzar-lo quan un usuari està connectat a una xarxa Wi-Fi pública. Tanmateix, els usuaris haurien d'entendre que totes les seves dades flueixen pels servidors de la VPN en lloc de l'ISP. Els usuaris haurien de decidir per si mateixos si volen utilitzar un servidor intermediari anònim o una VPN.
En un sentit més no tècnic, utilitzar el mode d'incògnit o el mode de navegació privada impedirà que l'ordinador d'un usuari desi l'historial, els fitxers d'Internet i les galetes, però l'ISP encara tindrà accés a l'historial de cerca dels usuaris. L'ús de motors de cerca anònims no compartirà l'historial ni els clics d'un usuari i obstruirà els bloquejadors d'anuncis.

### Empoderament dels usuaris
Molts esforços se centren en els processos de presa de decisions, com ara restringir els permisos d'accés a les dades durant la instal·lació de l'aplicació, però això no reduiria completament la bretxa entre la intenció i el comportament de l'usuari. Susanne Barth i Menno D.T. de Jong creuen que perquè els usuaris prenguin decisions més conscients sobre qüestions de privadesa, el disseny ha d'estar més orientat a l'usuari.

### Anonimització de les dades
Una de les possibles mesures per protegir la privacitat de l'usuari és l'anonimització de les dades. Anonimitzar les dades es tracta de fer anònimes unes dades per impedir la identificació personal i, per tant, no es pugui identificar a qui pertanyen. Hi ha una altra tècnica alternativa per dotar de confidencialitat les dades personals que és la pseudonimització, es tracta de substituir les informacions que identifiquen una persona per un pseudònim. Les dades anonimitzades o dissociades han trencat el fil conductor entre la persona i la informació, de forma que no és possible revertir el vincle que les unia, per això també es parla de dades dissociades. El concepte de dades agregades suposa conjunt de dades que contenen informació general o bé resumida, pot referir-se a un col·lectiu, però les persones no queden identificades. Les dades pseudonimitzades són dades que contenen informació vinculada a la persona física, però a la qual s'ha assignat un codi o element equivalent, de forma que no es pot identificar directament, sense disposar d'informació addicional de caràcter restringit.

### Altres mesures de seguretat
En un sentit social, limitar simplement la quantitat d'informació personal que els usuaris publiquen a les xarxes socials podria augmentar la seva seguretat, cosa que al seu torn dificulta que els delinqüents puguin robar la identitat. A més, creant un conjunt de contrasenyes complexes i l'ús de l'autenticació de dos factors poden permetre que els usuaris siguin menys susceptibles a que els seus comptes es vegin compromesos quan es produeixen diverses filtracions de dades. A més, els usuaris haurien de protegir la seva privadesa digital mitjançant l'ús de programari antivirus, que pot bloquejar virus nocius, com ara una exploració d'elements emergents per trobar informació personal a l'ordinador dels usuaris.